# 豐鄉站 (北海道)
豐鄉站（日语：／ Toyosato eki */?）位於日本北海道沙流郡日高町字豐鄉町，是北海道旅客鐵道（JR北海道）日高本線上的站。電報略號是。

## 車站構造
側式月台1面1線的地面站。站房已被拆除，取而代之的是玻璃搭建的候車室。以前尚有站員駐守，1960年業務委託化，再之後於1977年降為無人車站。

## 車站周邊
附近廣布農田。
- 國道235號
- 波惠川
- 波惠橋
- 豐鄉夢眠村青年旅舍
- 道南巴士「豐鄉」站牌

## 歷史
- 1926年（大正15年）12月7日 - 由日高拓殖鐵道設立。此時稱為波惠站。
- 1927年（昭和2年）8月1日 - 政府買下日高線並收歸國有化，由國鐵管轄。
- 1944年（昭和19年）4月1日 - 改稱為豐鄉站。
- 1960年（昭和35年）4月1日 - 業務委託化。
- 1963年（昭和38年）4月1日 - 廢止貨物處理的業務。
- 1977年（昭和52年）2月1日 - 廢止行李處理的業務。
- 1987年（昭和62年）4月1日 - 國鐵分割民營化後成為北海道旅客鐵道（JR北海道）轄下的車站。
- 2015年（平成27年）1月8日：厚賀站 - 大狩部站之間路段因大浪受損而暫停行駛列車，由公車代替行駛[1]。
- 2021年（令和3年）4月1日 - 廢站[2]。

## 相鄰車站

### 廢除路線
北海道旅客鐵道（JR北海道）
日高本線
日高門別－豐鄉－清畠

## 相關項目
- 日高本線
- 日本鐵路車站列表

## 外部連結
- （日語）全驛參觀之旅（页面存档备份，存于）